# صاحبه محل
ملکه جهان بیگم یا صاحبه محل (– ۱۷۹۳) همسر محمد شاه گورکانی بود.